# Cantón de Lagnieu
El cantón de Lagnieu (en francés, Canton de Lagnieu) es una circunscripción electoral menor francesa del departamento de Ain, en la región de Auvernia-Ródano-Alpes.
En Francia el papel de los cantones es exclusivamente proporcionar un marco para las elecciones departamentales. Cada cantón elige a una mujer y a un hombre para integrar el Concejo Departamental respectivo.
Por lo tanto, los cantones en Francia no son personas jurídicas. No tienen presupuesto, ni competencia , ni empleados, ni administradores, a diferencia de las comunidades de municipios u otras administraciones locales. Solo existen en el contexto de elecciones departamentales.
El "cantón" en el sentido popular ("los habitantes del cantón") es hoy, en consecuencia, una denominación desprovista de cualquier fundamento.

## Geografía
Está organizado en torno a Lagnieu, en el distrito de Belley.

## Historia
Al aplicarse el Decreto Nº 2014-147, de 13 de febrero de 2014, el cantón sufrió una redistribución comunal con cambios en los límites territoriales y en el número de comunas, pasando estas de 13 a 26.

## Composición
Al 1 de enero de 2023, el cantón abarca 25 comunas.
- Bénonces
- Blyes
- Briord
- Charnoz-sur-Ain
- Chazey-sur-Ain
- Innimond
- Lagnieu
- Leyment
- Lhuis
- Lompnas
- Loyettes
- Marchamp
- Montagnieu
- Ordonnaz
- Saint-Jean-de-Niost
- Saint-Maurice-de-Gourdans
- Saint-Sorlin-en-Bugey
- Saint-Vulbas
- Sainte-Julie
- Sault-Brénaz
- Seillonnaz
- Serrières-de-Briord
- Souclin
- Villebois
- Villieu-Loyes-Mollon